# Holger P. Petersson
Holger P. Petersson (* 1939 in Hamburg) ist ein deutscher Mathematiker.

## Leben
Er ist ein Sohn des Mathematikers Hans Petersson und dessen Frau Margarethe, geb. Ehlers (1903–1994). Sein Bruder ist der Physiker Jörn Petersson (* 1936). Von 1959 bis 1965 studierte Holger Petersson  Mathematik und Physik an den Universitäten Münster und München. Nach der Promotion 1965 in Mathematik an der Universität München lehrte er von 1966 bis 1968 als Assistant Professor, Department of Mathematics, an der University of Iowa. Von 1968 bis 1969 erhielt er ein Forschungsstipendium der DFG an der Universität München. Von 1970 bis 1973 war er wissenschaftlicher Assistent, Mathematisches Institut der Universität Münster. Nach der Habilitation 1971 in Mathematik an der Universität Münster lehrte er dort von 1973 bis 1978 als wissenschaftlicher Rat und Professor für Mathematik. Von 1978 bis 2004 war er Professor für Mathematik an der Fernuniversität in Hagen. Seit 2004 ist er emeritiert.
Seine Forschungsschwerpunkte sind Kompositionsalgebren und kubische Jordan-Algebren, nicht-assoziative Divisions-Algebren, quadratische Formen über Henselkörpern.

## Schriften (Auswahl)
- Über eine Verallgemeinerung von Jordan-Algebren. 1966, OCLC 831085624.
- als Herausgeber mit Wilhelm Kaup und Kevin McCrimmon: Jordan algebras. Proceedings of the conference held in Oberwolfach, Germany, August 9 - 15, 1992. Berlin 1994, ISBN 3-11-014251-1.
- mit Richard M. Weiss und Bernhard Mühlherr: Descent in buildings. Princeton 2015, ISBN 978-0-691-16690-2.